# 亚美尼亚志愿军
亚美尼亚志愿军为在第一次世界大战期间亚美尼亚人所组建的军队，分别编入俄羅斯帝國陸軍与英国的埃及远征军，该队伍主要活跃于中东战场。军人的来源成分复杂，部分来自于奥斯曼帝国的士兵。奥斯曼帝国前国会议员Garegin Pastermadjian担任其中一支小队的指挥官，Andranik Toros Ozanian将军则在1914年与1916年间担任俄军分队的指挥官。自1917年起，位于高加索地区的亚美尼亚国民大会要求亚美尼亚的全体军官们，由分散于各个地区逐渐变为有组织性的，并最终成为了亚美尼亚民主共和国的国防力量。
实际上，亚美尼亚的志愿军人在同时期内还成立了受法军领导的“法国亚美尼亚军团”，以及亚美尼亚的非正规军事组织，“亚美尼亚人游击队”。

## 注解
1. ↑  By Joan George "Merchants in Exile: The Armenians of Manchester, England, 1835-1935" page 184 (Summary of the Armenian contribution to the allied war effort)
2. ↑  (Pasdermadjian 1918，第38頁)